# 直立山牵牛
立鶴花（学名：Thunbergia erecta）为爵床科山牽牛屬的植物，別稱立鄧伯、金魚木，直立山牽牛(新擬)。分布于热带西部非洲等地，目前已由人工引种栽培。

## 别名
硬枝老鸦（广州植物志）立鹤花（台湾物种名录）